# OIO
OIO – polska supergrupa, działająca głównie w 2021 roku, w której skład wchodzi: Young Igi, Otsochodzi oraz Oki. Grupa wydała w 2021 roku swój album muzyczny OIO, który uzyskał status poczwórnej platynowej płyty.

## Dyskografia

### Albumy studyjne
| Rok  | Tytuł                                                                  | Najwyższa pozycja na liście | Certyfikat                 | Sprzedaż        |
| Rok  | Tytuł                                                                  | OLiS                        | Certyfikat                 | Sprzedaż        |
| ---- | ---------------------------------------------------------------------- | --------------------------- | -------------------------- | --------------- |
| 2021 | OIO - Data: 7 maja 2021 - Wydawca: 2020 - Format: CD, digital download | 3                           | - ZPAV: 4× platynowa płyta | - POL: 120 000+ |

### Single i certyfikowane utwory
| Rok  | Tytuł                    | Certyfikat                 | Album |
| ---- | ------------------------ | -------------------------- | ----- |
| 2021 | „Moonwalk”               | - ZPAV: platynowa płyta    | OIO   |
| 2021 | „WMTB”                   | - ZPAV: złota płyta        | OIO   |
| 2021 | „Przypadkiem”            | - ZPAV: 4× platynowa płyta | OIO   |
| 2021 | „Worki w tłum”           | - ZPAV: 3× platynowa płyta | OIO   |
| 2021 | „Amerykańskie teledyski” | - ZPAV: 4× platynowa płyta | OIO   |
| 2021 | „Jak to ma być”          | - ZPAV: złota płyta        | OIO   |
| 2021 | „MVP”                    | - ZPAV: 2× platynowa płyta | OIO   |
| 2021 | „Biggie”                 | - ZPAV: złota płyta        | OIO   |
| 2021 | „Oni nie zamkną mnie”    | - ZPAV: złota płyta        | OIO   |
| 2021 | „Transparentny”          | - ZPAV: złota płyta        | OIO   |